# Седдон, Маргарет Ри
Ма́ргарет Ри Се́ддон (англ. Margaret Rhea Seddon; род. 1947) — астронавт НАСА. Совершила три космических полёта на шаттлах в качестве специалиста полёта на STS-51D (1985, «Дискавери»), на STS-40 (1991, «Колумбия») и на STS-58 (1993, «Колумбия»), врач.

## Рождение и образование

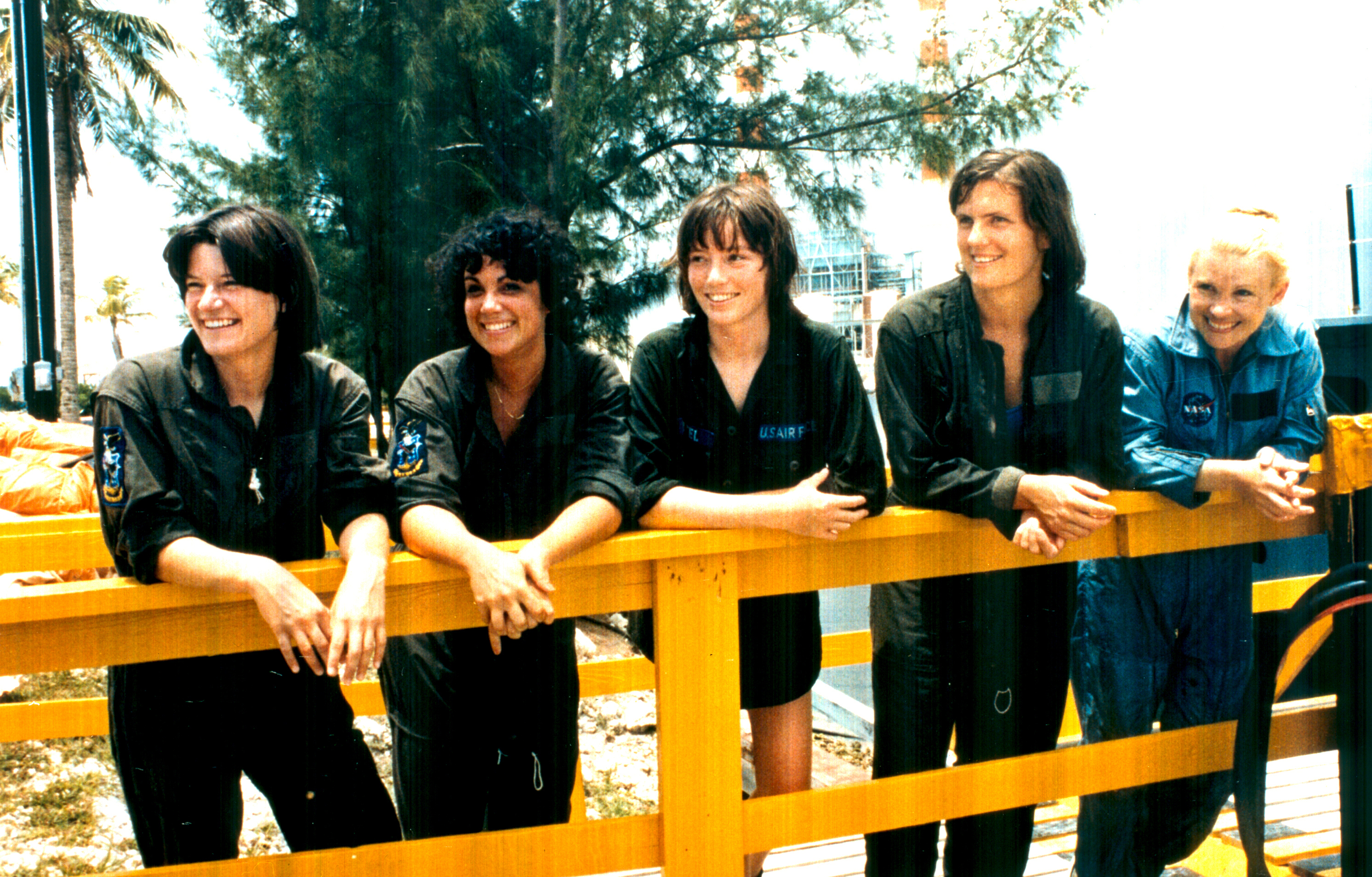
Первый женский набор (Седдон — первая справа, 1978).

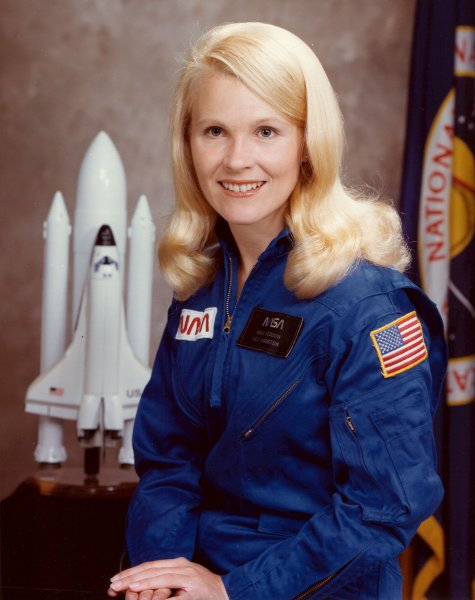
Маргарет Седдон в 1978 году.

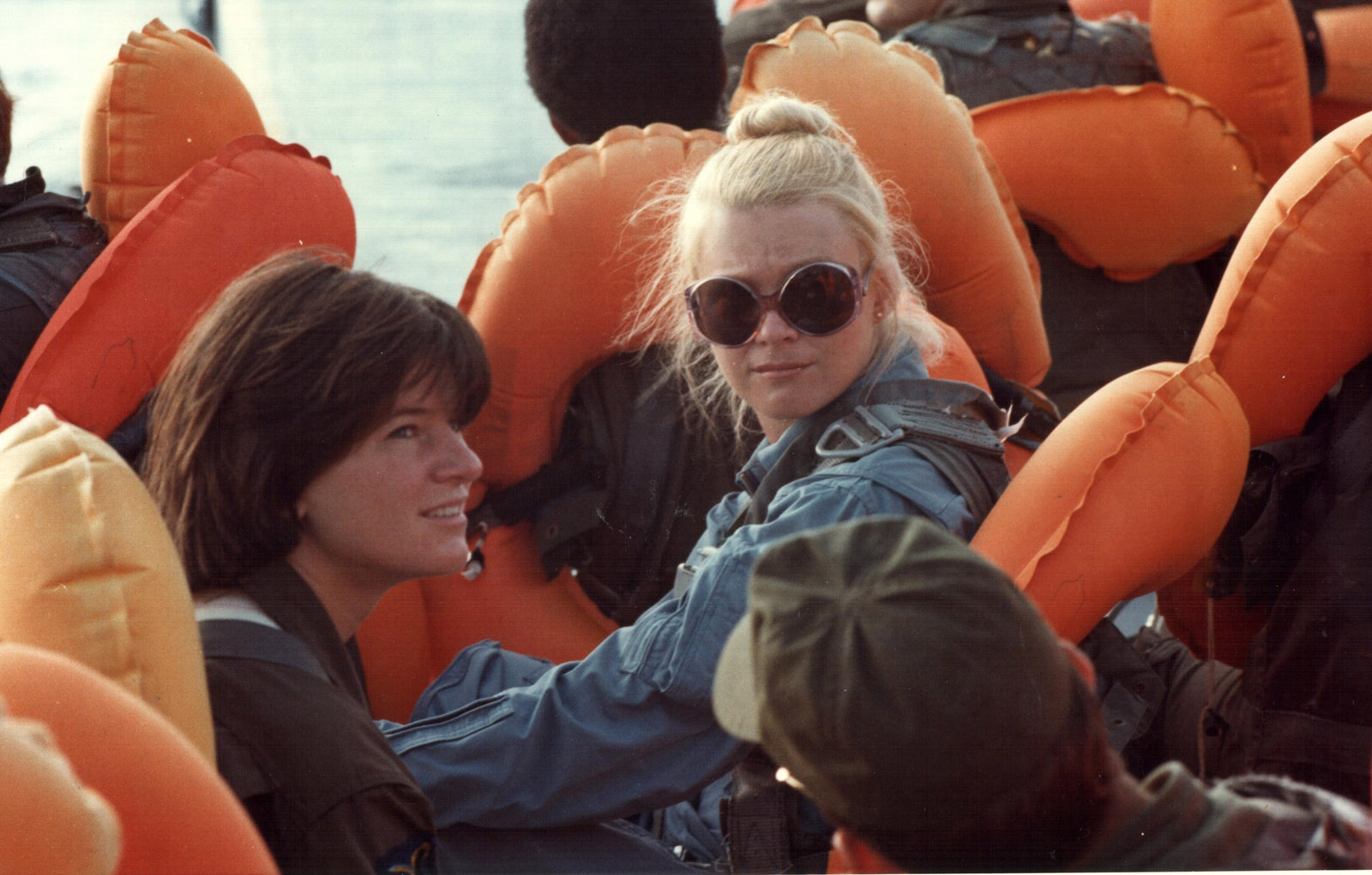
Салли Райд и Маргарет Седдон в 1978 году.

Родилась 8 ноября 1947 года в городе Мерфрисборо, штат Теннесси, там же в 1965 году окончила среднюю школу. В 1970 году окончила Университет Калифорнии в Беркли и получила степень бакалавра гуманитарных наук по физиологии. В 1973 году в медицинском колледже Университета Теннесси получила степень доктора медицины.

## До полётов
После завершения интернатуры работала врачом отделения неотложной помощи в различных госпиталях Миссисипи и Теннесси. Проводила медицинские исследования по лучевой терапии больных раком. В течение трех лет работала в ординатуре общей хирургии в Мемфисе, изучала воздействие на эффективность лечения структуры питания больных перед операцией.

## Космическая подготовка
16 января 1978 года зачислена в отряд астронавтов НАСА во время 8-го набора. Прошла Курс Общекосмической подготовки (ОКП) и в августе 1979 года была зачислена в Отдел астронавтов в качестве специалиста полета. Работала на разных должностях, была хирургом группы спасения, входила в экипаж поддержки STS-6, была членом консультативного совета НАСА по аэрокосмической медицине, работала помощником директора отдела операций летных экипажей по вопросам полезной нагрузки во время полетов по программе Спейс шаттл/Мир, была оператором связи с экипажем.

## Космический полёт
- Первый полёт — STS-51D[3], шаттл «Дискавери». Со 12 по 19 апреля 1985 года в качестве специалиста полета. Продолжительность полёта составила 6 суток 23 часа 56 минут[4].
- Второй полёт — STS-40[5], шаттл «Колумбия». C 5 по 14 июня 1991 года в качестве специалиста полета. Продолжительность полёта составила 9 суток 2 часа 15 минут[6].
- Третий полёт — STS-58[7], шаттл «Колумбия». C 18 октября по 1 ноября 1993 года в качестве специалиста полета. Продолжительность полёта составила 14 суток 0 часов 12 минут[8].

Общая продолжительность полётов в космос — 30 суток 2 часа 22 минут.

## После полётов
В сентябре 1996 года была командирована НАСА на медицинский факультет Университета Вандербильта в Нашвилле, штат Теннесси. Участвовала в подготовке сердечно-сосудистых экспериментов, которые проводились во время полета по программе Neurolab в 1998 году. После ухода из НАСА работала главным врачом в медицинском Центре Вандербильта в Нашвилле.

## Награды и премии
Награждена: Медаль «За космический полёт» (1985, 1991 и 1993).

## Семья
Муж — Роберт Ли Гибсон, астронавт НАСА. У них четверо детей. Увлечения: садоводство, бег, теннис, плавание под парусом и чтение.